# Diodo Zener

Símbolo do Diodo zener

Diodo Zener (também conhecido como diodo regulador de tensão , diodo de tensão constante, diodo de ruptura ou diodo de condução reversa) é um dispositivo ou componente eletrônico semelhante a um diodo semicondutor, especialmente projetado para trabalhar sob o regime de condução inversa, ou seja, acima da tensão de ruptura da junção PN, neste caso há dois fenômenos envolvidos: o efeito Zener e o efeito avalanche. O dispositivo leva o nome em homenagem a Clarence Zener, que descobriu esta propriedade elétrica.

## Fabricação
O diodo Zener difere do diodo convencional pelo fato de receber uma dopagem (tipo N ou P) maior, o que provoca a aproximação da curva na região de avalanche ao eixo vertical. Isto reduz consideravelmente a tensão de ruptura e evidencia o efeito Zener que é mais notável à tensões relativamente baixas (em torno de 5,5 Volts).

## Diodo

Característica corrente-tensão de um diodo zener com a tensão reversa de 17 volts. Note a mudança de escala na tensão direta e reversa

Qualquer diodo inversamente polarizado praticamente não conduz corrente desde que não ultrapasse a tensão de ruptura. Na realidade, existe uma pequena corrente inversa, chamada de corrente de saturação, que ocorre devido unicamente à geração de pares de elétron-lacuna na região de carga espacial, à temperatura ambiente. No diodo Zener acontece a mesma coisa. A diferença é que, no diodo convencional, ao atingir uma determinada tensão inversa, a corrente inversa aumenta bruscamente (efeito de avalanche), causando o efeito Joule, e consequentemente a dissipação da energia térmica acaba por destruir o dispositivo, não sendo possível reverter o processo. No diodo Zener, por outro lado, ao atingir uma tensão chamada de Zener (geralmente bem menor que a tensão de ruptura de um diodo comum[carece de fontes?]), o dispositivo passa a permitir a passagem de correntes bem maiores que a de saturação inversa, mantendo constante a tensão entre os seus terminais. Cada diodo Zener possui uma tensão de Zener específica como, por exemplo, 5,1 Volts, 6,3 Volts, 9,1 Volts, 12 Volts e 24 Volts.
Quanto ao valor da corrente máxima admissível unilateralmente, existem vários tipos de diodos. Um dado importante na especificação do componente a ser utilizado é a potência do dispositivo. Por exemplo, existem diodos Zener de 400 mili Watts e 1 Watt. O valor da corrente máxima admissível depende dessa potência e da tensão de Zener. É por isso que o diodo Zener se encontra normalmente associado com uma resistência ligada em série, destinada precisamente a limitar a corrente a um valor admissível.

## Aplicações

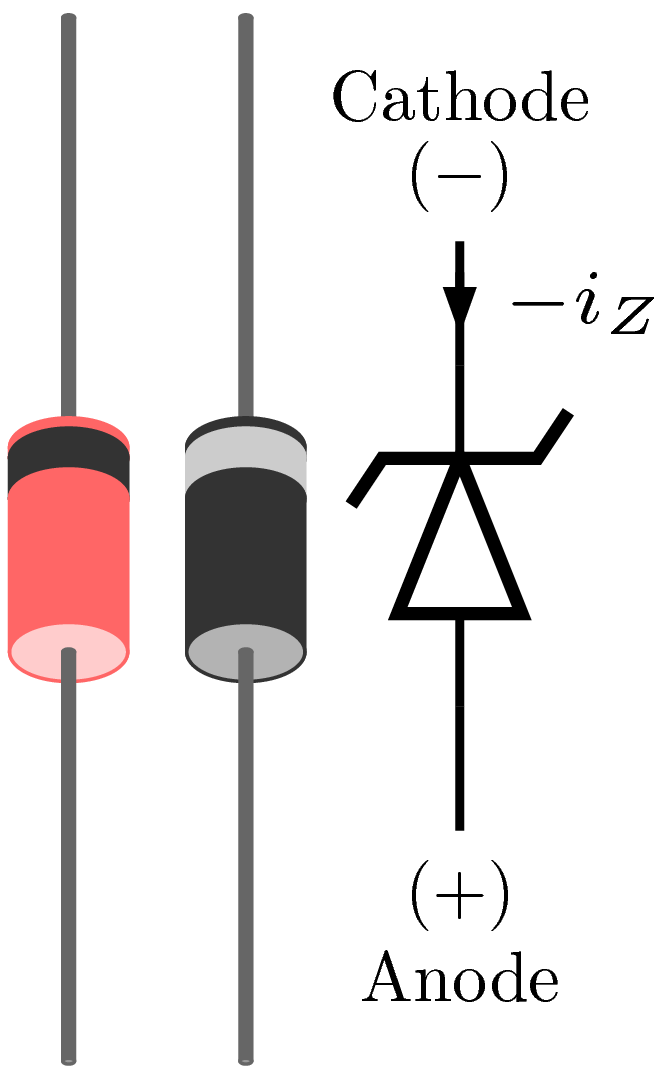
Díodo de Zener

O diodo Zener pode funcionar polarizado diretamente ou inversamente. Quando está polarizado diretamente, funciona como outro diodo qualquer, não conduz corrente elétrica enquanto a tensão aplicada aos seus terminais for inferior a aproximadamente 0,6 Volts no diodo de silício ou 0,3 Volts no diodo de germânio. A partir desta tensão mínima começa a condução elétrica, que inicialmente é pequena mas que aumenta rapidamente, conforme a curva não linear de corrente versus tensão. Por esse fato, a sua tensão de condução não é única, sendo considerada dentro da faixa de 0,6 a 0,7 Volts para o diodo de silício. O diodo zener pode ser utilizado como fonte de ruído branco quando operando na sua região de ruptura.[carece de fontes?]
Devido a esta característica, os diodos Zener são frequentemente usados como reguladores de tensão. Por exemplo, no diagrama de circuito:
- se {\displaystyle U_{in}<|V_{zener}|,U_{out}=U_{in}}
- se {\displaystyle U_{in}>|V_{zener}|,U_{out}=V_{zener}}

Considerando o valor {\displaystyle V_{zener}} em valor absoluto.

### Cálculos

#### Corrente Máxima no Zener
Para que não danifique o componente
{\displaystyle P_{z}=V_{z}\cdot I_{Zmax}}
{\displaystyle I_{Zmax}={\frac {P_{z}}{V_{z}}}}

#### Corrente Mínima
{\displaystyle I_{Zmin}=I_{Zmax}\cdot 0,10}

#### Cálculo do Resistor limitador
Adiciona-se {\displaystyle R_{s}} para limitar a corrente no zener.
{\displaystyle R_{Zmim}={\frac {V_{cc}-V_{z}}{I_{Zmax}}}}
{\displaystyle R_{Zmax}={\frac {(V_{cc}-V_{z})}{I_{Zmin}}}}
{\displaystyle R_{s}={\frac {(R_{Zmim}+R_{Zmax})}{2}}}
{\displaystyle R_{Zmim}<R_{s}<R_{Zmax}}

#### Definições
- {\displaystyle V_{z}} : tensão no Zener (parâmetro do diodo, vem do fabricante)
- {\displaystyle P_{z}} : potência do Zener (parâmetro do diodo, vem do fabricante)
- {\displaystyle I_{z}} : corrente do Zener
- {\displaystyle V_{cc}} : tensão média na carga (valor da fonte de tensão)
- {\displaystyle R_{s}} : resistor limitador de corrente
- {\displaystyle R_{l}} : carga
- {\displaystyle R_{z}} : resistência do Zener
- {\displaystyle I_{mrl}} : corrente média na carga
- {\displaystyle I_{Zmim}} : corrente Mínima de Zener
- {\displaystyle I_{Zmax}} : corrente Máxima de Zener

Esse método foi utilizado considerando uma tensão constante de entrada.